# 長野県道2号川上佐久線
長野県道2号川上佐久線（ながのけんどう2ごう かわかみさくせん）は、長野県南佐久郡川上村大字大深山字赤坂から佐久市中込3丁目に至る県道（主要地方道）である。

## 概要
川上村から馬越峠を越えて南相木村に抜け、南相木川、相木川に沿って小海町に至る。小海町からは千曲川の右岸を通り、小海線と並走する。千曲川の対岸には国道141号が通る。
馬越峠では冬季閉鎖が行われる。

### 路線データ
- 路線認定[2]
  - 起点：南佐久郡川上村
  - 終点：佐久市
  - 重要な経過地：南佐久郡佐久穂町（認定当初は佐久町[3]）、南佐久郡南相木村、南佐久郡北相木村
- 道路の区域[4]
  - 起点：長野県南佐久郡川上村大字大深山639番の1地先（長野県道68号梓山海ノ口線交点）
  - 終点：長野県佐久市中込二丁目1番の1地先（国道254号・長野県道139号小諸中込線交点）
  - 実延長距離：45.1197 km
- 道路法第7条第1項該当号：4号[5]

## 歴史
馬越峠の前後では「山村振興開発林道立原線」として開通した道路の一部が後に県道に認定されている。立原線は1963年に着工、1967年3月に完成した。
- 1959年（昭和34年）8月1日 - 長野県道中込小海線、栗尾川又線の認定[7]。
- 1972年（昭和47年）9月11日 - 長野県道見上信濃川上停車場線の認定[8]。
- 1982年（昭和57年）7月16日 - 長野県道上野小海線の認定[9]。
- 1993年（平成5年）5月11日 - 建設省から、県道見上信濃川上停車場線の一部・県道栗尾川又線の一部・県道上野小海線の一部・県道中込小海線の一部が川上佐久線として主要地方道に指定される[10]。
- 1994年（平成6年）4月1日 - 長野県道川上佐久線の認定[3]。
- 2007年（平成19年）8月2日 - 国道254号旧道が国道指定から外れ、中込橋場交差点から中込交差点までの区間が編入され、終点が移動する。[要出典]

## 路線状況

### バイパス
- 羽黒山バイパス

### 重複区間
- 長野県道124号上野小海線（南佐久郡南相木村 - 南佐久郡小海町小海）
- 国道299号（南佐久郡佐久穂町海瀬）
- 長野県道93号下仁田臼田線（佐久市三分 - 佐久市下越）
- 長野県道144号本町中込停車場線（佐久市中込・中込橋場交差点 - 中込駅入口交差点）

## 地理

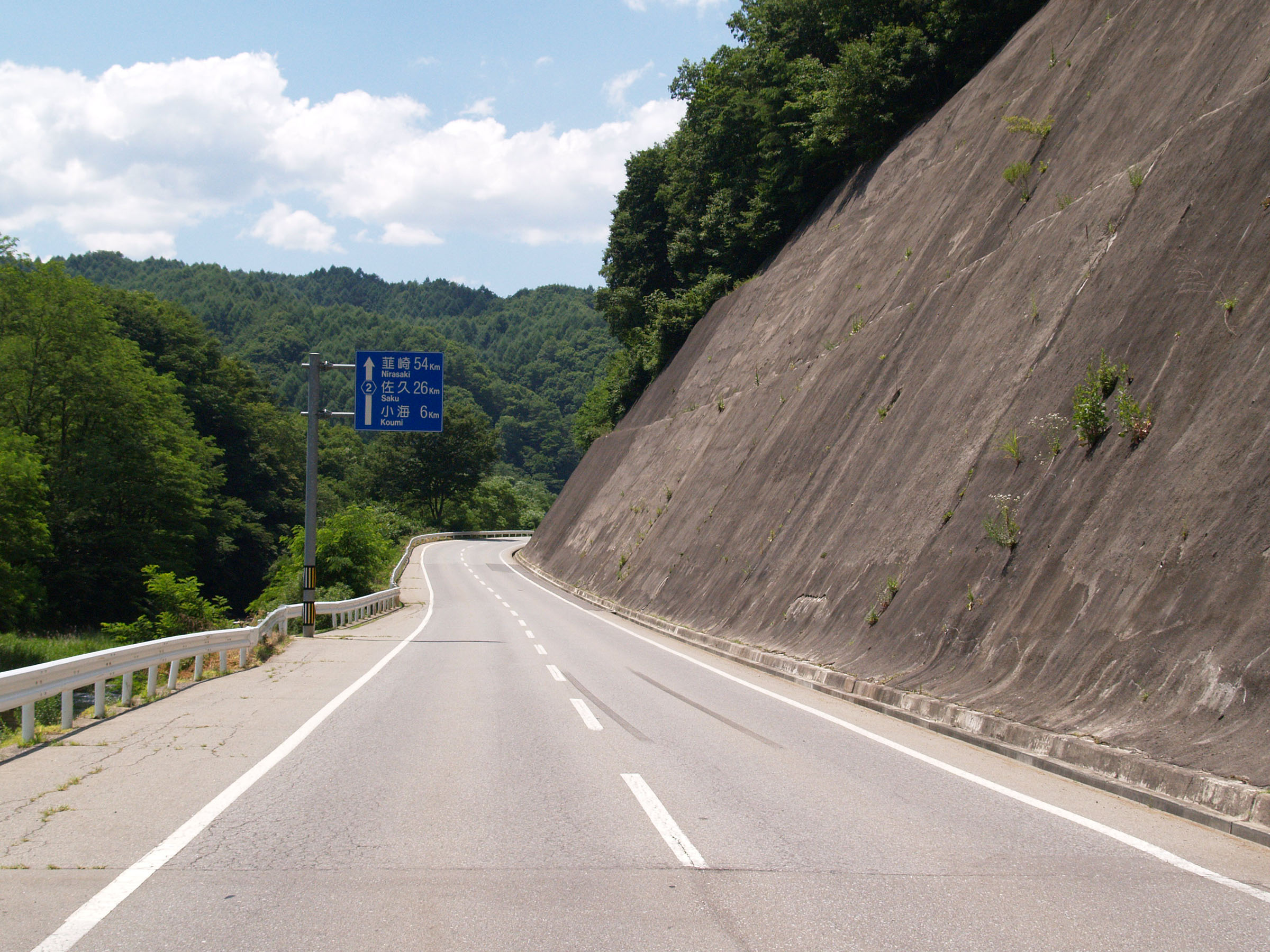
北相木村内

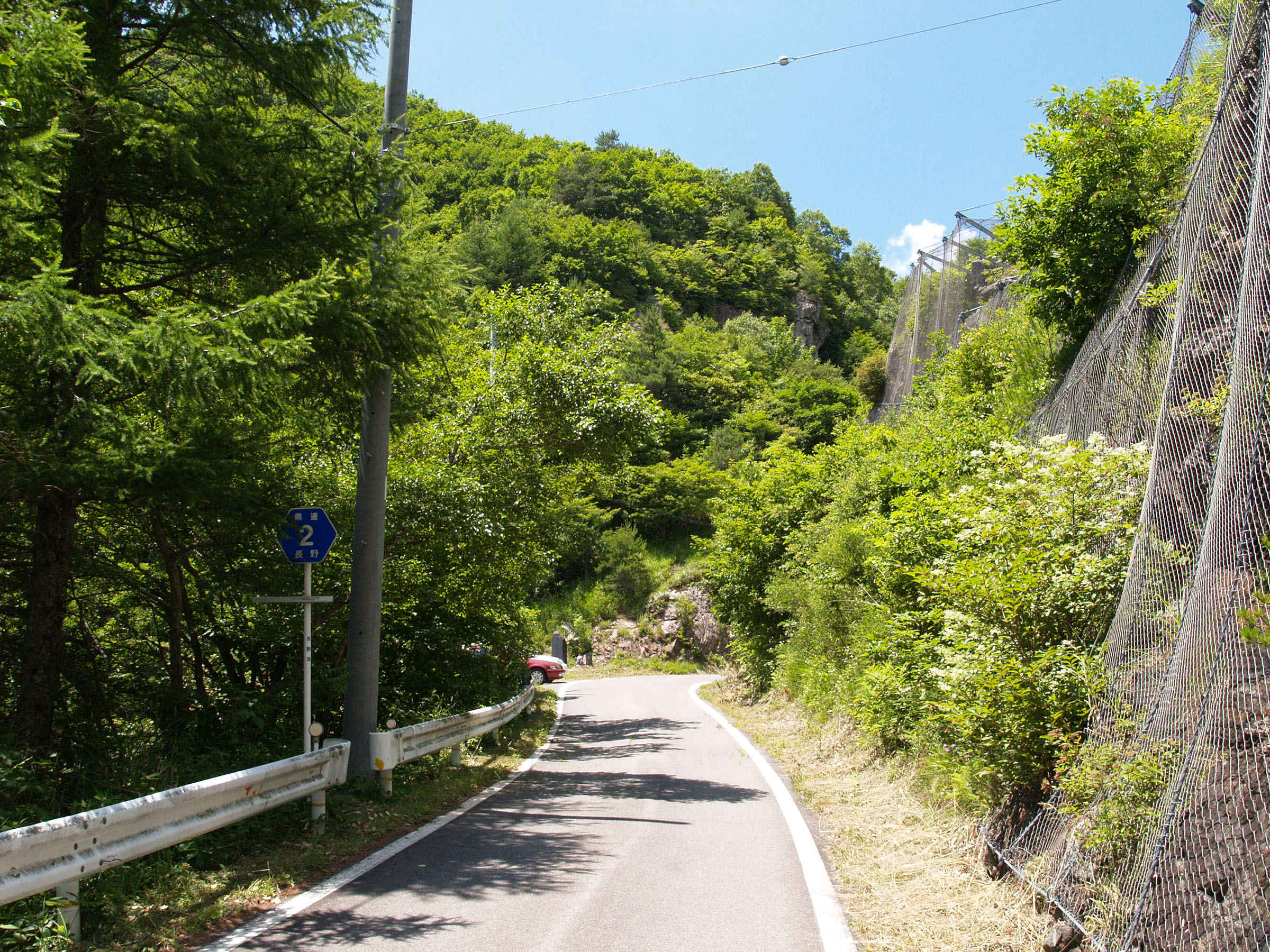
馬越峠付近

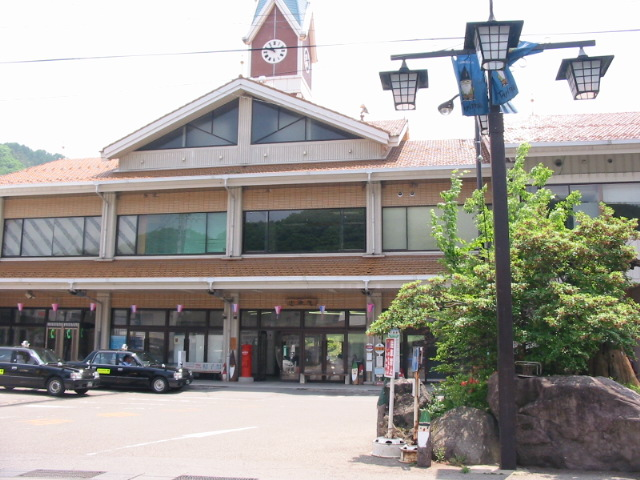
小海駅

### 通過する自治体
- 南佐久郡
  - 川上村
  - 南相木村
  - 北相木村
  - 小海町
  - 佐久穂町
- 佐久市

### 交差する道路
- 長野県道68号梓山海ノ口線（南佐久郡川上村大字大深山、起点）
- 長野県道472号栗尾見上線（南佐久郡南相木村）
- 長野県道124号上野小海線（南佐久郡南相木村）
- 長野県道124号上野小海線（南佐久郡小海町小海）
- 長野県道421号宮ノ平豊里線（南佐久郡小海町東馬流）
- 長野県道122号上畑八千穂停車場線（南佐久郡佐久穂町穂積）
- 国道299号（南佐久郡佐久穂町海瀬）
- 国道299号（南佐久郡佐久穂町海瀬）
- 長野県道93号下仁田臼田線（佐久市三分）
- 長野県道93号下仁田臼田線（佐久市下越）
- 長野県道120号三分中込線・長野県道144号本町中込停車場線（佐久市中込・中込橋場交差点）
- 長野県道144号本町中込停車場線（佐久市中込・中込駅入口交差点）
- 国道254号・長野県道139号小諸中込線（佐久市中込・中込交差点、終点）

### 沿線にある施設など
- 川上村役場
- 南相木村役場
- 南相木村立南相木小学校